# Hoe het danst
Singles par Marco Borsato
Wat doe je met me
(2018) Lippenstift
(2019)
Singles par Armin van Buuren
Phone Down
(2019) Revolution
(2019)
Singles par Davina Michelle
Skyward
(2019) Better Now
(2019)
Clip vidéo
[vidéo] « Hoe het danst », sur YouTube
Hoe het danst est une chanson du chanteur italo-néerlandais Marco Borsato, du disc jockey néerlandais Armin van Buuren et de la chanteuse néerlandaise Davina Michelle. Elle est sortie comme single le 10 mai 2019 sous le label Universal. La chanson est écrite et produite par Van Buuren, John Ewbank et Benno de Goey. 
Le single a obtenu un grand succès commercial dans les pays néerlandophones, atteignant la première place du Top 40 néerlandais et de l'Ultratop 50 flamand.

## Contexte et sortie
Hoe het danst sort le 10 mai 2019 en single. Marco Borsato a interprété la chanson pour la première fois en public au Stade Feijenoord à Rotterdam en mai 2019.

## Clip vidéo
Le clip de Hoe het danst, réalisé par Thomas Melgers et Tim Toorman, est sorti le 22 mai 2019 sur le compte de Marco Borsato sur la plateforme YouTube,.

## Accueil commercial
Hoe het danst a obtenu le succès à travers les pays néerlandophones en Europe. Aux Pays-Bas, le single atteint directement la 7e place lors de sa première semaine dans le Nederlandse Top 40, il atteint la première place du classement lors de sa cinquième semaine dans le Top 40. Hoe het danst s'est également classé dans le Single Top 100, atteignant la deuxième place.
En Belgique, le single est entré le 1er juin 2016 à la 46e place lors de la première semaine dans l'Ultratop 50 flamand, avant de disparaître du classement la semaine suivante. Elle marque son retour dans le classement le 15 juin 2019 à la 42e place. Lors de la septième semaine dans le classement, elle atteint la première place de l'Ultratop 50 et restera à cette position pendant dix semaines consécutives. Le 31 août 2019, le single a battu un record en devenant la chanson néerlandaise restée à la première place le plus longtemps des années 2010 en Belgique,.

## Récompense
En janvier 2020, la chanson a remporté un prix 100% NL dans la catégorie « Succès de l'année » (« Hit van het jaar »).

## Liste de titres
| 1. | Hoe het danst | 4:12 |

| 1. | Hoe het danst                               | 4:12 |
| 2. | Hoe het danst (Sing-A-Long Marco-versie)    | 5:18 |
| 3. | Hoe het danst (Sing-A-Long Michelle-versie) | 5:18 |
| 4. | Hoe het danst (Instrumental)                | 4:12 |

| 1. | Hoe het danst                                                    | 4:13 |
| 2. | Hoe het danst (Instrumental)                                     | 5:18 |
| 3. | Lippenstift (Marco Borsato, Snelle & John Ewbank)                | 3:17 |
| 4. | Lippenstift (Marco Borsato, Snelle & John Ewbank – Instrumental) | 3:18 |

## Crédits
Crédits adaptés depuis Tidal.
- Marco Borsato – voix, interprète associé
- Armin van Buuren – producteur, paroles, composition, programmation
- Davina Michelle – voix, interprète associé
- John Ewbank – producteur, paroles, composition, programmation
- Benno de Goey – producteur, paroles, composition, programmation

## Classements et certifications
| Classements (2019–21)                  | Meilleure position |
| -------------------------------------- | ------------------ |
| Belgique (Flandre Ultratop 50 Singles) | 1                  |
| Belgique (Flandre Ultratop 50 Airplay) | 1                  |
| Belgique (Flandre Ultratop 50 Dance)   | 5                  |
| Pays-Bas (Nederlandse Top 40)          | 1                  |
| Pays-Bas (Airplay Top 40)              | 10                 |
| Pays-Bas (Single Top 100)              | 2                  |
| Pays-Bas (Mega Top 50)                 | 2                  |

| Classement (2019)             | Position |
| ----------------------------- | -------- |
| Belgique (Flandre Ultratop)   | 3        |
| Pays-Bas (Nederlandse Top 40) | 1        |
| Pays-Bas (Single Top 100)     | 3        |

| Classement (2020)           | Position |
| --------------------------- | -------- |
| Belgique (Flandre Ultratop) | 32       |
| Pays-Bas (Single Top 100)   | 31       |

### Certifications
| Pays                                                                       | Certification | Ventes certifiées |
| -------------------------------------------------------------------------- | ------------- | ----------------- |
| Belgique (BEA)                                                             | 5 × Platine   | 100 000‡          |
| Pays-Bas (NVPI)                                                            | 3 × Platine   | 240 000‡          |
| xNon précisé par la certification ‡ventes/streaming selon la certification |               |                   |

## Historique de sortie
| Pays     | Date         | Format                       | Label(s)  | Réf.  |
| -------- | ------------ | ---------------------------- | --------- | ----- |
| Divers   | 10 mai 2019  | - Téléchargement - streaming | Universal | [ 1 ] |
| Divers   | 28 juin 2019 | Téléchargement (EP)          | Universal | [ 1 ] |
| Pays-Bas | 20 juin 2020 | Maxi 45 tours                | Universal | [ 1 ] |